# Федерална служба за сигурност
Федерална служба за сигурност на Руската федерация (на руски: Федера́льная слу́жба безопа́сности Росси́йской Федера́ции, ФСБ) е национална служба за сигурност в Русия и правоприемник на КГБ. Нейната главна квартира е разположена на Лубянски площад, Москва.
На 24 януари 1992 година президентът на Русия Борис Елцин подписва указ за образуването на Министерство на сигурността на Руската Федерация. На 21 декември 1992 г. Борис Елцин подписва Указ за закриване на Министерството на сигурността и за създаване на Федерална служба по контраразузнаване (ФСК). На 3 април 1995 г. Борис Елцин подписва закон за органите на Федералната служба за сигурност на Руската Федерация, на чието основание е правоприемник ФСК.

## Представяне
ФСБ се грижи най-вече за разрешаване на проблемите, възникнали вътре в страната; задълженията на разузнавателна служба в чужбина се поемат от СВР(Служба за външно разузнаване – бившия първи директорат на КГБ). Въпреки това, в състава на ФСБ е включена и Федералната служба за правителствено разузнаване и информация (ФАПСИ), която се занимава с електронно наблюдение в чужбина. ФСБ има правомощия за провеждане на военни операции в териториите на бившите съветски републики, а по заповед на президента и благодарение на новоприети антитерористични закони, бюрото има право да участва с военни акции в борбата с тероризма навсякъде по света. Всички руски служби на реда и на разузнаването биха работили ако е необходимо под ръководството на ФСБ. Като пример можем да вземем службата за военно разузнаване (ГРУ – Главно разузнавателно управление), Специалните военни сили (Спецназ), отряд от редници на Министерството на вътрешните работи (приличащ на жандармерия), които работят за ФСБ в Чечня.
ФСБ е отговорна за поддържане безопасността в Русия, за контраразузнаването, борбата с организираната престъпност, тероризма, и трафика на наркотици. Въпреки това, голям брой критици твърдят, че ФСБ се е занимавала в по-голяма степен с премахването на отцепническите групи вътре в страната, като по този начин е поддържала постоянен контрол над населението, и подобно на КГБ в миналото е оказвала голямо влияние за развитието на важните политически събития. Поради това, ФСБ е обвинена в приспособяването на масово наблюдение и различни по вид активни мероприятия, като дезинформация, пропаганда посредством държавен контрол на медиите, провокация и преследване на политически опоненти, разследващи журналисти и дисиденти.
ФСБ е голяма и влиятелна организация, обединяваща в себе си различни длъжности и правомощия, които в другите държави са разпределени измежду различни служби и отдели. ФСБ ръководи набор от въоръжени войски (вътрешни войски, Спецназ) и широка мрежа от цивилни информатори. Точният брой на служителите на ФСБ, както и бюджета, с който е разполагала са класирани като държавна тайна, но през 2006 г. е било докладвано увеличение на бюджета с близо 40%. През 1992 г. броя на хората, вербувани от бившето КГБ е оценен на 500 хиляди. Като допълнение на това, се предполага, че мнозинството високопоставени руски политици са били свързани с дейността на ФСБ. Олга Крищановская твърди, че 78% от 1016-те главни високопоставени руски политици за работили, в определен момент от живота си, за организации, прикрепени към КГБ или ФСБ.
В близко бъдеще ФСБ би могло да бъде разделено на две служби: едната, ангажирана с борбата с тероризма, а другата с контраразузнаването.

## Законна дейност

### Контраразузнаване
Във връзка с тайните акции в контраразузнаването, директорът на ФСБ Николай Ковалев се произнася през 1996 г. „От времето на Втората световна война не е имало толкова много арестувани наши агенти, когато навън бяха изпратени немски агенти.“ ФСБ съобщава че близо 400 агенти на разузнаването, действащи извън страната са разобличени между 1995 г. и 1996 г. През 2006 г. ФСБ докладва за прекратяване на дейността на 27 офицери от чуждестранните служби за разузнаване и 89 агенти, действащи в чужбина. Равносметката за 2007 г. представена от Николай Патрушев доказва прекратяването на дейността на „22-ма дипломатически офицери и 71 агенти от специалните служби в чужбина, докато четирима подведомствени чужденци са били екстрадирани заради обвинение в шпионаж.

### Защита на границите
От 2003 г. в състава на ФСБ влиза и Федералната служба за защита на границите (ФПС). Русия разполага с 61 000 километра сухопътна и водна граница, 7500 от които тя дели с Китай. Отбраняването на 1 км. от границата би струвало на държавата около 1 милион рубли годишно. Владимир Путин призовава ФПС да концентрира силите си в борбата с международния тероризъм.

### Антитерористични операции
През годините, ФСБ и прикрепените към него тайни служби са екзекутирали всички президенти на Чеченската Република Ичкерия – Джохар Дудаев, Зелимхан Яндарбиев, Аслан Масхадов и Абдул-Халим Сайдулаев. Малко преди смъртта си Сайдулаев обвинява руското правителство, че е убило Масхадов „чрез предателство“, след като го е поканило за разговор, свързан с присъединяването му към програма за защита „на най-високо ниво“.
Само около дузина от хората, заподозряни в тероризъм са били изправени пред съда и осъдени за провеждането на терористична дейност или за „поощряване на националното недоволство“. Твърди се, че един от лидерите на ислямистката партизанска война („герила“), Шамил Басаев, е бил убит от силите на ФСБ. В случая с взимането на заложници в Московския театър или това в Беслан, всички похитители са били екзекутирани от специалните части на ФСБ. От тях оцелява само един свидетел – Хур-Раши Кулаев, осъден по-късно от правосъдието. Твърди се, че повече от 100 от водачите на терористични групировки са били убити по време на 119-те военни операции в Северен Кавказ през 2006 година.

#### Борба срещу корупцията и организираната престъпност
В борбата срещу корупцията и организираната престъпност, ФСБ си сътрудничи с Интерпол и други сили на държавната и международна организация. В това отношение, ФСБ предоставя информация за множество руски престъпни групировки, чиято дейност се развива в Европа. ФСБ също така бива замесена в издирването и екстрадицията на заподозряни видни личности, потърсили убежище в чужбина, като например Александър Литвиненко, Олег Калугин, Ахмед Закаев, Леонид Невзлин, и Борис Березовски. Молбите за екстрадиция биват, въпреки всичко, отхвърлени от британските, американските, и израелските съдебни институции.

## Организация

### Структура на отделните служби
С указ от 11 юли 2004 г. Владимир Путин постановява нова реорганизация на ФСБ. Новосъздадената структура на бюрото е следната:
- Служба за контраразузнаване (Олег Сиромолотов)
- Служба за защита на конституционната система и борба с тероризма (Александър Бражин)
- Служба за икономическа безопасност (Александър Бортников)
- Служба за защита за границите (Виктор Проничев)
- Служба за организация и личен състав (Евгени Ловирев)
- Служба за анализи, изследване и стратегическа организация (Виктор Комогоров)
- Служба за контрол (Александър Жданков)
- Служба за наука и технология (Николай Климачин)

Председателства:
- Военно контраразузнаване (Александър Безверхни)
- Разследвания (Юри Анасимов)

ФСБ няма практика да набира своя персонал от цивилни граждани, а броя на наличните постове, запазени за Академията на ФСБ е ограничен. Твърди се, че през 1997 г. за организацията работят общо 80 000 души.

### Ръководители на ФСБ
- Виктор Павлович Бараников: януари 1992 – юли 1993 г.
- Николай Михайлович Голушко: юли 1993 – февруари 1994 г.
- Сергей Владимивич Степашин: февруари 1994 – юни 1995 г.
- Михаил Иванович Барсуков: юли 1995 – юни 1996 г.
- Николай Димитриевич Ковалев: юли 1996 – юли 1998 г.
- Владимир Владимирович Путин: юли 1998 – август 1999 г.
- Николай Платанович Патрушев: август 1999 – 12 май 2008 г.
- Александър Бортников: от 12 май 2008 г.

## Критика на дейността на ФСБ

### ФСБ като част от политическия елит
Дори и след като пренебрегнем твърде спекулативните анализи по този въпрос, не можем да отречем, че влиянието на ФСБ върху руската политика е било безспорно. Олга Крущановская, която ръководи Центъра за изучаване на московския елит, твърди, че 78% от 1016 високопоставени руски политици са работили в един момент от живота си за организации, свързани с КГБ или ФСБ. Тя заявява, че „Ако по време на съветския период и първият след-съветски период, членовете на КГБ и ФСБ са били замесени главно в мисии за поддържане на сигурността, то днес половината от тях все още се занимават с това, но другата половина търсят реализация в икономическата сфера, в политическите партии, неправителствени организации, регионални правителства, дори в културата...“ Значението на службите за сигурност в руската политика е подчертано и от Жак Бо, който пояснява, че руските тайни служби традиционно привличат на своя страна елит от хора с големи амбиции в политиката.
Това „превземане“ на елита на една държава от определена организация е подобно на това на Съветския съюз, превзет от членовете на комунистическата партия, които заемат всички ключови постове в правителството. Връзката, която съществува между политическия (или икономически свят) и ФСБ се укрепва още повече от непоклатимата лоялност на бившите агенти на КГБ или ФСБ към тяхната бивша служба. Олга Крищановская подчертава, че благодарение на тези взаимоотношения, бившите агенти на службите за сигурност остават „над закона“, защото тези, както тя ги нарича „активни военнослужещи от запаса“ продължават да получават възнаграждения и закрила от организацията.